# Kalopsida
Kalopsida (gr. Καλοψίδα, tur. Çayönü) – wieś na Cyprze, w dystrykcie Famagusta. Położona jest na terenie republiki Cypru Północnego.